# Charlotte de Montpensier
Charlotte de Bourbon-Montpensier, née en 1546 et morte le 5 mai 1582 à Anvers dans le duché de Brabant, est une aristocrate française, troisième épouse de Guillaume Ier d'Orange-Nassau (1533-1584), stathouder de Hollande et de Zélande, chef de l'insurrection des Pays-Bas contre Philippe II et un des fondateurs des Provinces-Unies en 1581.

## Biographie
Charlotte de Montpensier est la fille de Louis de Bourbon, duc de Montpensier, et de Jacqueline de Longwy (nièce de François Ier) ; elle est membre de la branche catholique des Bourbon.
Elle fait profession religieuse le 17 mars 1559 à l'abbaye Notre-Dame de Jouarre sous la pression de ses parents ; elle indique dans une protestation solennelle devant les nonnes et l'homme de loi délégué par ses parents qu'elle ne cède que « contre sa volonté, par crainte et pour obéir à ses père et mère »,.
Elle est élue abbesse en 1565 et renouvelle sa protestation devant les religieuses. Elle quitte sa communauté en 1571 et annonce sa conversion au protestantisme. Sur les conseils de Jeanne d'Albret, reine de Navarre, elle se réfugie à Heidelberg, haut lieu du calvinisme en Allemagne, chez l'électeur palatin, Frédéric III du Palatinat. En 1572, Charlotte y fait la connaissance de Guillaume Ier d'Orange-Nassau qui la demande en mariage. Le 15 juillet 1575, le chapelain Jean Taffin célèbre leur mariage dans l'église Sainte-Catherine (Grote Kerk) de Den Briel.

## Descendance

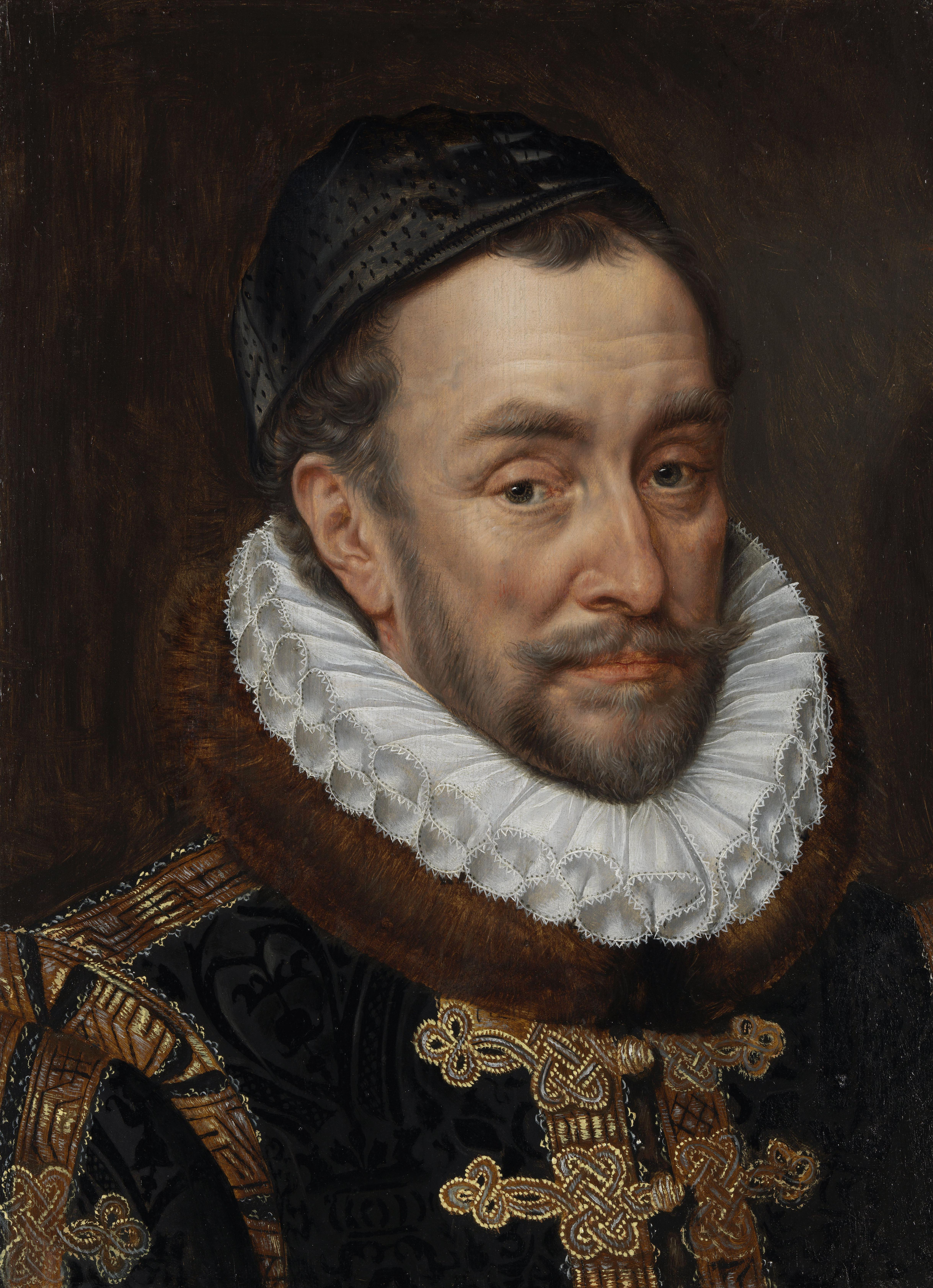
Portrait de Guillaume Ier, prince d'Orange, par Adriaen Thomasz Key, vers 1579.

Six filles sont nées de l'union de Charlotte de Montpensier et Guillaume Ier d'Orange-Nassau :
- Louise-Juliana (1576-1644) qui épouse en 1593 Frédéric IV du Palatinat (1574-1610) : dont une descendance particulièrement illustre ;
- Élisabeth-Flandrika (1577-1642) qui épouse en 1595 Henri de la Tour d'Auvergne, duc de Bouillon, (1555-1623). Leur fils sera Turenne ;
- Catherine-Belgique (1578-1648) qui épouse en 1596 Philippe-Louis II de Hanau-Münzenberg (1576-1612) ;
- Charlotte-Flandrina (1579-1640), convertie au catholicisme, abbesse de Sainte-Croix de Poitiers ;
- Charlotte-Brabantine (1580-1631) qui épouse en 1598 Claude de La Trémoille ;
- Émilie-Antwerpiana (1581-1657) qui épouse en 1616 Frédéric-Casimir de Deux-Ponts (1585-1645), petit-fils de Wolfgang de Bavière.